# پیوند دی‌سولفیدی
پیوند دی‌سولفیدی بین دو اتم گوگرد انجام می‌شود. معمولاً پیوند دی‌سولفیدی بین زنجیره‌های پلی‌پپتید در یک پروتئین رخ می‌دهد. پیوند دی سولفیدی به شدت غیرقطبی (آبگریز) است. دو راه برای شکستن پیوندهای دی‌سولفید وجود دارد : ۱- به وسیلهٔ احیاء کردن ۲- به وسیلهٔ اکسیداسیون.
|                             |                                      |                                            |                         |                           |
| FeS2, "طلای احمقها (پیریت)" | S2Cl2, یک ترکیب شیمیایی صنعتی متداول | cystine, کراس لینکر در بسیاری از پروتئین‌ها | lipoic acid, یک ویتامین | Ph2S2, یک دی‌سولفید متداول |